# San Michele Salentino
San Michele Salentino är en ort och kommun i provinsen Brindisi i regionen Apulien i Italien. Kommunen hade 6 258 invånare (2017).